# Rue François-Pinton
La rue François-Pinton est une voie du 19e arrondissement de Paris, en France.

## Situation et accès
La rue François-Pinton est une voie publique située dans le 19e arrondissement de Paris. Elle débute au 10, rue David-d'Angers et se termine au 15, villa Claude-Monet.

## Origine du nom
La rue tire son nom de celui d'un ancien  propriétaire local.

## Historique
Cette voie privée est ouverte en 1898 sous le nom de « rue de la Banque » avant de prendre sa dénomination actuelle en 1908.
Devenue une voie publique, elle est classée dans la voirie parisienne par un arrêté municipal du 6 décembre 1993.